# Biserica de lemn din Domnești

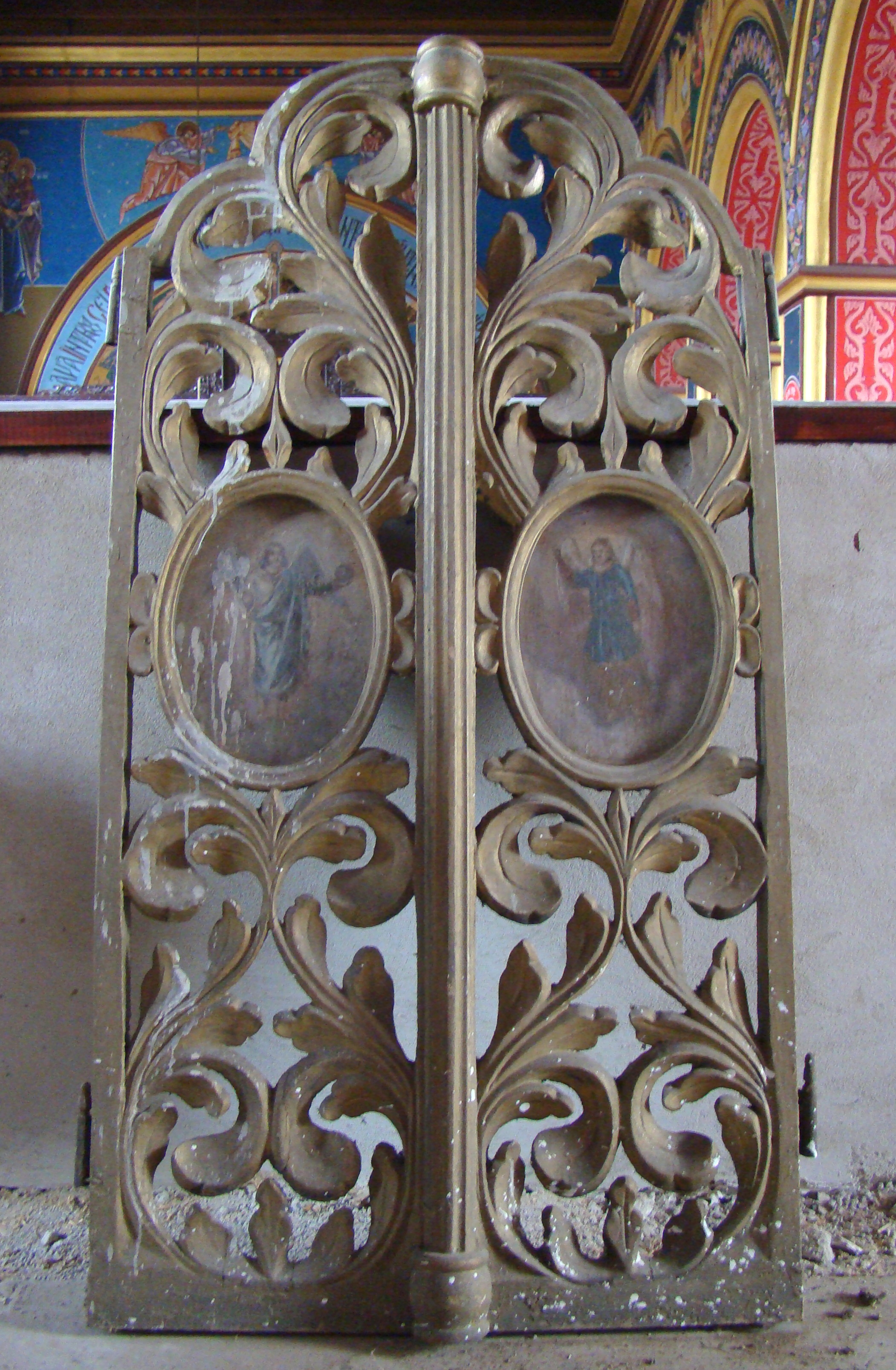
Uşile împărăteşti: Buna Vestire

Biserica de lemn din Domnești, comuna Mărișelu, județul Bistrița-Năsăud nu mai există. Ea a fost dezafectată în anul 1987. Lemnul din care era construită a fost atacat de o ciupercă, s-a încercat recondiționarea ei în 1982, fără succes. Biserica avea hramul „Sfinții Arhangheli” și fusese construită în secolul XVIII, fiind transferată din Satu Nou. În prezent în satul Domnești se slujește în fosta biserică evanghelică, cumpărată de la sași și resfințită ca biserică ortodoxă.
Din patrimoniul fostei biserici se mai păstrează ușile împărătești. Șapte icoane valoroase, provenite de la biserica de lemn, au fost furate în anul 1994 și nu au mai fost recuperate. 